# Uzana
Uzana – szeroka polana, znajdująca się na terytorium gminy Gabrowo, u podnóży Ispolina (Korudży, 1524 m n.p.m.), w zachodniej części szipczeńskiej części środkowej Starej Płaniny, w sercu Bułgarii. Najbliższym punktem wyjściowym jest Gabrowo, które znajduje się tylko 22 km drogą asfaltową.
Od 2009 ma statut kompleksu kurortowego. Znajduje się tu geograficzny środek Bułgarii, który został wyznaczony w 1991. W tym samym roku postawiono znak, oznaczający środek terytorium państwa w formie stylizowanej piramidy, wymalowanej w narodowe kolory Bułgarii. Od 2008 obiekt jest wliczony do 100 narodowych obiektów turystycznych pod nr 19, razem z kompleksem architektoniczno-etnograficznym „Etyr", Narodowym Muzeum Edukacji i Muzeum-Domem Humoru i Satyry w Gabrowie. Bliskość miasta daje możliwość zwiedzenia także innych obiektów kulturalno-historycznych poza wyżej wymienionymi – Monastyru Sokolskiego i rezerwatu architektoniczno-historycznego „Bożenci".
Miejsce tradycyjnie wiąże się z możliwościami odpoczynku wśród przyrody. Jest to najszersza polana w Starej Płaninie i jest otoczona zewsząd wiekowymi lasami bukowymi. Jej nadmorska wysokość waha się od 1220 do 1350 m, a najwyższym punktem jest szczyt Markow stoł (1352 m). Jest punktem wyjściowym na terytoria dwóch parków: na zachodzie – Parku Narodowego Centralny Bałkan i na wschodzie – Parku Krajobrazowego „Byłgarka" (Bułgarka). Jest też rejonem wspinaczki skalnej i speleologii, turystyki pieszej, kolarstwa górskiego.
Uzana jest popularnym ośrodkiem zimowym. Jest tu osiem tras, zaś największa ma 1300 m długości. Wszystkie trasy są wyposażone w wyciągi. Roczny opad śniegu wynosi 5,08 m. Zaśnieżona polana jest dobrym miejscem dla kitesurfingu. Historia ośrodka zimowego Uzana zaczyna się w 1937, kiedy w południowej części polany wybudowane zostało schronisko Uzana.
W kompleksie wypoczynkowym działają następujące miejsca schronienia i noclegu:
- schroniska Uzana, Gorski dom (Leśny Dom), Faworit
- 15 hoteli

Przyroda w okolicy jest w wysokim stopniu chroniona, gdyż spotyka się rzadkie gatunki fauny i flory, chronione w bułgarskiej Czerwonej Księdze. Uzana jest zaliczona do europejskich i narodowych ekologicznych obszarów Natura 2000.
Uzana przyciąga ludzi czystym górskim powietrzem, ciszą i przyrodą. Przez miejsce to przechodzi Europejski długodystansowy szlak pieszy E3 (na terytorium Bułgarii znany jako  Kom - Emine). Na zachód wiedzie on do schroniska Mazałat i masywu Trigław (2276 m), a na wschód – na przełęcz Szipka i szczyt Hadżi Dimityr (dawniej Buzłudża).

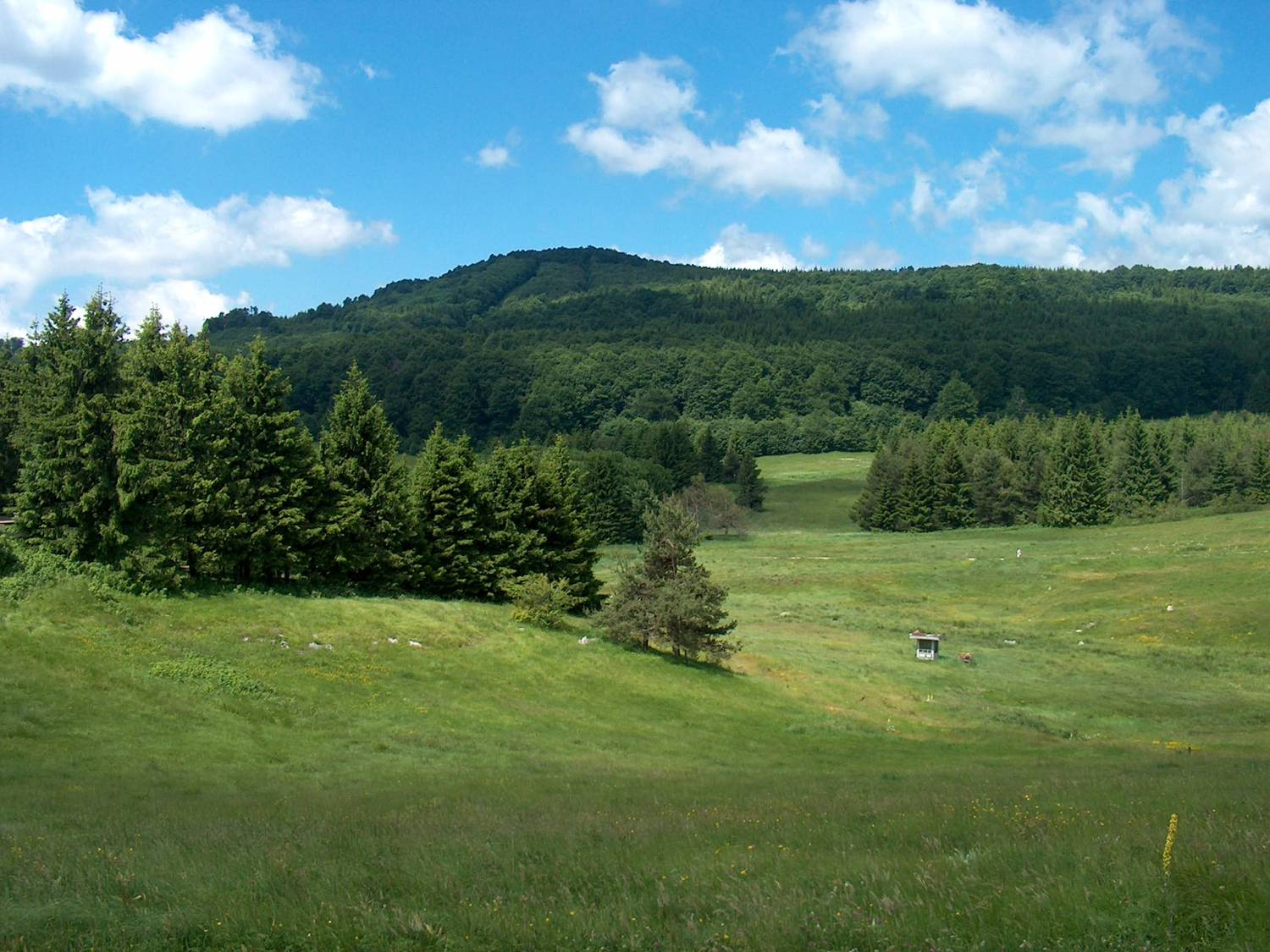
Uzana
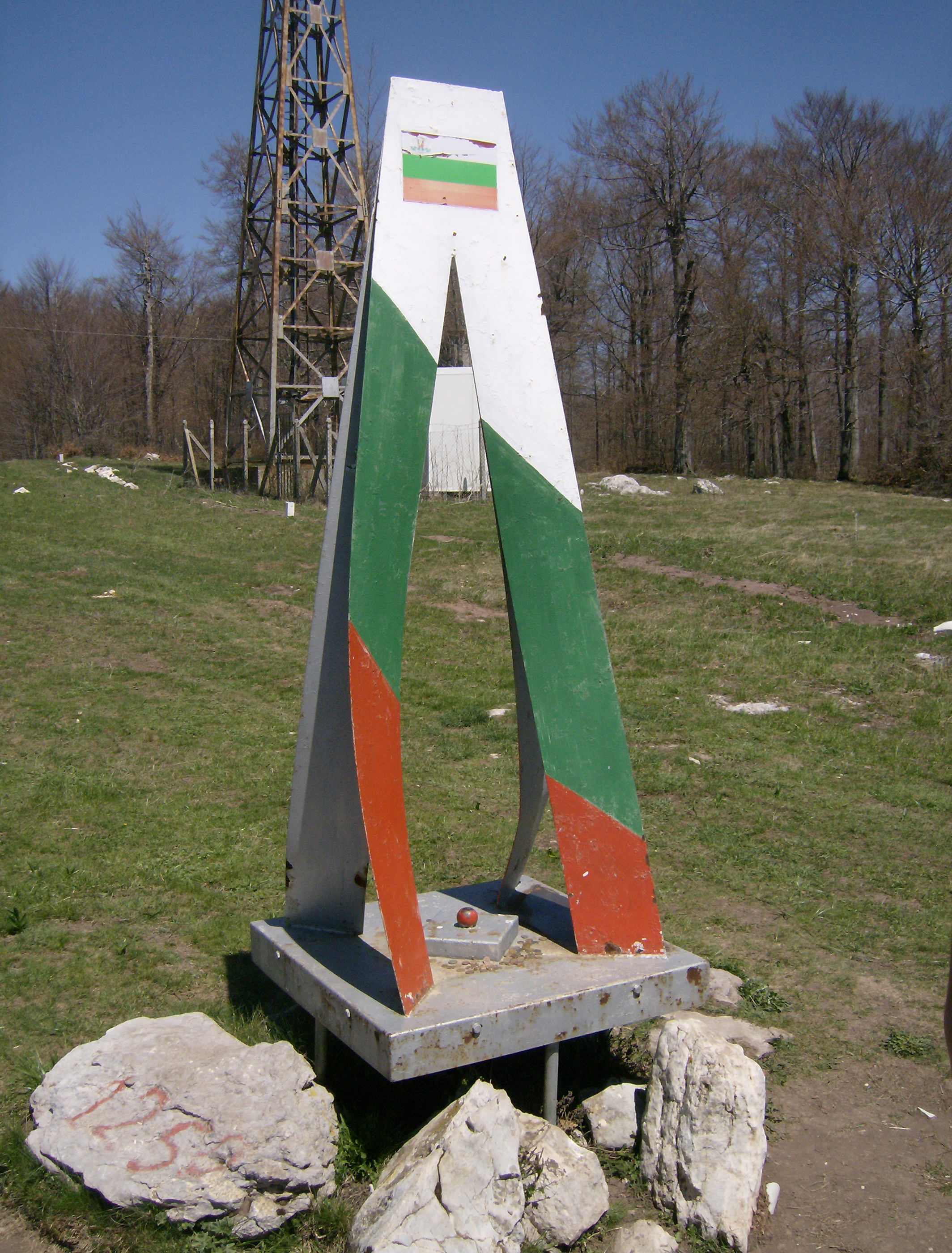
Znak oznaczający geograficzny środek Bułgarii
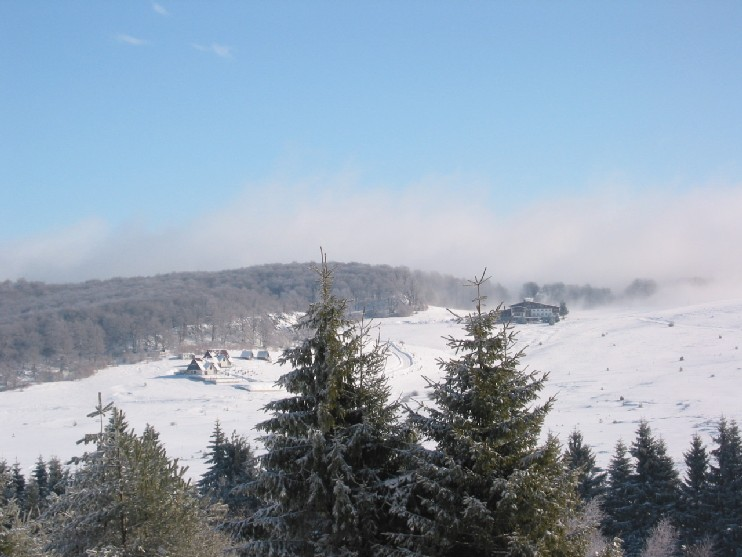
Uzana zimą z hotelem Edelweiß (Szarotka)
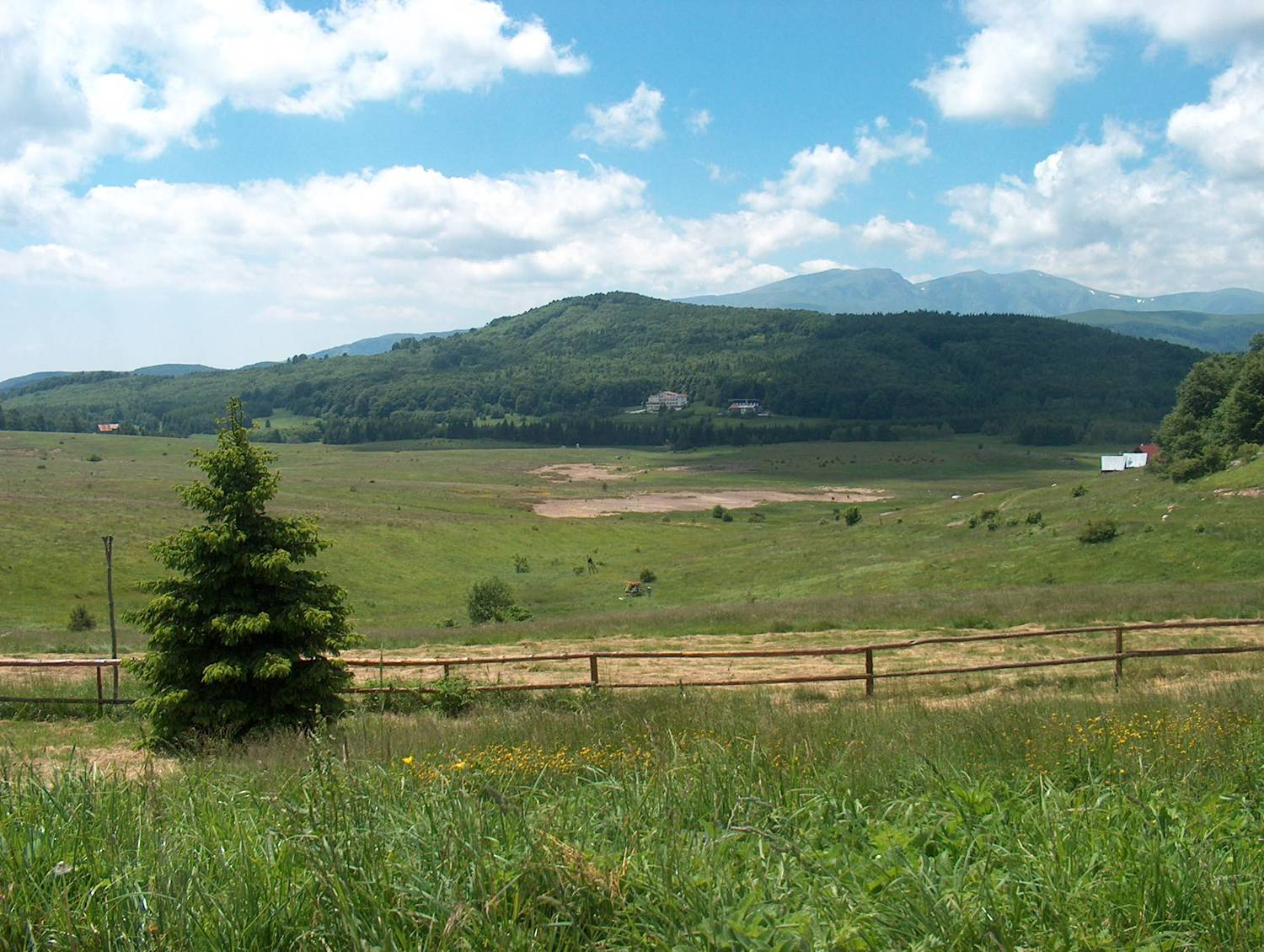
Uzana i Trigław (2276 m)